# Pierre Thézé
Pour les articles homonymes, voir Theze.
Pierre Thézé, né à Saint-Thurial le 24 décembre 1913 et mort dans le 14e arrondissement de Paris le 24 juillet 1999, est un peintre et sculpteur français.

## Biographie
Premier grand prix de Rome en sculpture en 1945, Pierre Thézé réside pendant quatre années à Rome à la Villa Médicis. Il est nommé directeur de l'École régionale des beaux-arts d'Angers en 1950 et refonde l'établissement en ruines en l'installant rue Bressigny dans l'hôtel d'Ollone. Il cesse ses fonctions de directeur en 1982.
Sous le nom de Donatella T., sa fille Donatella (née à Rome en 1947) est artiste peintre et graveur, et sa fille Ariane (née à Angers en 1956) est artiste photographe et vidéaste.

## Collections publiques

### Dessins
- Discobole au repos, 1936, fusain sur papier clair, Paris, collections de l'École nationale supérieure des beaux-arts[3].

### Sculptures
- Paris, collections de l'École nationale supérieure des beaux-arts.
  - Ferveur, buste en plâtre pour le concours de la tête d'expression, 1938.
  - Aphrodite et Thésée, 1945.
  - Buste de Fillette, ronde bosse en bronze, fait à Rome à l'Académie de France à Rome, 1950.
- Statue du général Marbot, pierre calcaire, Beaulieu-sur-Dordogne, place Marbot, 1945.
- Le Faouet (la Maternité), marbre de Carrare, 1947.
- Monuments aux morts du 41e régiment d'infanterie, pierre calcaire, architecte Yves Lemoine, Rennes, square de La Motte, 1951[4].
- Déesse, cuivre, musée des beaux-arts d'Angers.
- Bas-relief hall gare d'Angers, 1956 démonté vers 2001.
- Autel église de Soulaines, 1955-1956.
- Saumur
- Laval
- Lannilis

## Prix
- 1936, 2e prix Bridan ex æquo avec Louis Henri Cambon et Guy-Charles Revol
- 1937, prix Malvina-Brach
- 1938, concours de la tête d'expression : Ferveur
- 1945, grand prix de Rome en sculpture

## Élèves
- Raymond Huard

## Hommages
- La ville d'Angers a donné son nom à une rue de la commune.
- La commune de Saint-Thurial a associé son prénom à celui de deux autres Pierre natifs de la ville pour nommer un établissement scolaire École des Trois Pierre : Pierre Thézé (sculpteur), Pierre Aubin (peintre), Pierre Chevillard (sculpteur).
- Une association à son nom est fondée en 1999 pour la promotion de son œuvre.